# ريان يورجنسن
ريان يورجنسن (بالإنجليزية: Ryan Jorgensen)‏ هو لاعب كرة قاعدة أمريكي، ولد في 4 مايو 1979 في جاكسونفيل في الولايات المتحدة.

## وصلات خارجية
- ريان يورجنسن على موقع دوري كرة القاعدة الرئيسي (الإنجليزية)
- ريان يورجنسن على موقعبيزبول رفرنس.كوم (الدوري الرئيسي) (الإنجليزية)
- ريان يورجنسن على موقع إي إس بي إن.كوم (أم.أل.بي) (الإنجليزية)
- ريان يورجنسن على موقع مشجعي الرسوم البيانية (الإنجليزية)